# 面グラフ

面グラフ

層グラフ

面グラフ（めんぐらふ、英語：Area chart、Area graph）は折れ線グラフに基づき、定量データを表示したグラフである。
一般的にグラフ内で2つ以上の属性データ群を比較し、軸と折れ線に挟まれた領域は色、テクスチャ、ハッチングで強調され、それ以外は折れ線グラフと同じ構造である。
時系列を横軸として、数値またはパーセント（この場合は層グラフ(英語：Stacked area charts、Layered Area Chart)）を縦軸として測定し、主に関連する属性対象の累積した合計値を表し傾向を把握する為に使用される。